# ネルソン・ウルフ・ポルスビー
ネルソン・ウルフ・ポルスビー（Nelson Woolf Polsby、1934年10月25日 - 2007年2月6日）は、アメリカ合衆国の政治学者。
アメリカ合衆国の大統領制と議会制度を研究分野とした。カリフォルニア大学バークレー校で教授を務め、1971年から1977年までポリティカル・サイエンス・レビューの編集者であった。

## 生涯
コネチカット州ノリッチで生まれ、ジョンズ・ホプキンズ大学で学士、イェール大学で修士と博士の学位を取得。さらに、ブラウン大学でも修士の学位を得た。オックスフォード大学からは名誉修士を授与されている。ウィスコンシン州のマディソン・メソジスト派信徒大学で教鞭を執り、1967年バークレー校に異動した。1988年から1999年にかけてバークレー校の国家問題研究所の責任者であり、アメリカ政治に関する15冊の書籍と多くの記事を著した。また、外交問題評議会の一員であり、アメリカ芸術科学アカデミー及びアメリカ科学振興協会会員であった。
心臓病のため、バークレーにて2007年2月6日死亡した。

### アリーナ型・変換型議会
1975年、自らも編者に加わった『政治科学ハンドブック』第五巻（副題「政府の制度と立法過程」）に「立法府 (Legislatures)」の章を執筆、世界の議会を「アリーナ型」「準アリーナ型」「準変換型」「変換型」に分類し、イギリス議会を「アリーナ型」、アメリカ連邦議会を「変換型」と指摘した。「アリーナ型」は、主に内閣提出法案の討論に重点を置くとして、「変換型」は議員が民意を法案に変換する議員立法に重点を置くと説明した。

## 主要著作
- 1983年 Consequences of Party Reform. Berkeley, Institute of Governmental Studies Press.
- 1984年 Political Innovation in America.
- 1986年 Congress and the Presidency